# Leucorrhinia dubia
Espèce
Statut de conservation UICN

 LC  : Préoccupation mineure
Leucorrhinia dubia, la Leucorrhine douteuse, est une espèce d'odonates du sous-ordre des anisoptères (ou libellules au sens strict) et qui fait partie de la famille des Libellulidae.

## Description
Corps mature rouge et sombre, contrastant avec la face blanche.
Les ailes postérieures portent des taches sombres à la base et les ptérostigmas sont rectangulaires et courts.

## Habitat
Cette libellule apprécie les tourbières, les mares, les étangs et les lacs, de préférence acides et souvent en milieu boisé.

## Répartition
Leucorrhinia dubia présente au nord-est de l’Europe (depuis la France jusqu'à la Russie, aussi en Scandinavie) est l’unique espèce de leucorrhine présente en Angleterre ou à haute altitude.
En France, elle n’est présente qu’en altitude moyenne à élevée (Pyrénées, Massif Central, Alpes, Jura, Vosges …).

## Statut
Les larves de cette espèce sont sensibles à la prédation des poissons et l’espèce est globalement menacée par la dystrophie de ses milieux de prédilection.